# Dierk Lange
Dierk Lange (* 1941) ist ein deutscher Afrikanist und Historiker sowie emeritierter Professor für Afrikanische Geschichte an der Universität Bayreuth. Seine Forschungsschwerpunkte liegen in der Geschichte Westafrikas, insbesondere der historischen Verbindungen zwischen Westafrika und dem Alten Vorderen Orient.

## Leben
Dierk Lange wurde 1941 als Sohn deutscher Eltern geboren, die zu Beginn des Zweiten Weltkriegs aus Ostafrika zurückkehrten. Er wuchs in Hamburg auf und absolvierte dort 1961 sein Abitur. Nach einem Jahr Wehrdienst verließ er die Armee als Kriegsdienstverweigerer und engagierte sich im Service Civil International in Paris.
1962 begann Lange ein Studium an der Universität Paris (Sorbonne), wo er sich mit Politikwissenschaft, Soziologie, Psychologie, Wirtschaftswissenschaften, Afrikanischer Soziologie, Anthropologie, Allgemeiner Geschichte, Islamwissenschaften und schließlich Afrikanischer Geschichte beschäftigte. Nach der Rückkehr von einer umfangreichen Afrika-Reise erlangte er 1969 seinen Maîtrise-Abschluss. 1974 promovierte er bei Raymond Mauny in Afrikanischer Geschichte mit einer Dissertation über das Königreich Kanem-Bornu, die später unter dem Titel „Le Diwan des sultans du Kanem-Bornu: Chronologie et histoire d’un royaume africain“ veröffentlicht wurde.
Insgesamt lebte Lange 10 Jahre lang in Kairo. Von 1980 bis 1985 lehrte er als Dozent für mittelalterliche Afrikanische und Islamische Geschichte an der Universität Niamey in Niger und pendelte zwischen beiden Städten. Mit einer Arbeit zur mittelalterlichen Geschichte von Borneo und den Haussa-Staaten, betreut von Jean Devisse und Eike Haberland, erwarb er 1987 das Doctorat d’État (entspricht etwa einer Habilitation) an der Universität Paris IV (Paris-Sorbonne), um seine akademische Karriere in Europa fortführen zu können. 1988 wurde Lange zum Professor für Afrikanische Geschichte an der Universität Bayreuth ernannt und war Mitglied der Afrikaforschungsgruppe der Universität. Im Jahr 2007 wurde er emeritiert.

## Forschungsschwerpunkte
Langes Forschung konzentriert sich auf die Geschichte Westafrikas und deren Verbindungen zum Alten Vorderen Orient. In seinem Buch „Ancient Kingdoms of West Africa“ (2004) argumentiert er, dass es intensive Kontakte zwischen Westafrika und dem Alten Vorderen Orient gab, die bis in die vorexilische Zeit zurückreichen. Diese These führte er weiter in einem Beitrag über die Verbindung der altertümlichen Bevölkerung Israels und der Geschichte der Hausastaaten aus.

## Schriften (Auswahl)
- Le Diwan des sultans du Kanem-Bornu. Chronologie et histoire d’un royaume africain. Steiner, Wiesbaden 1977, ISBN 3-515-02392-5.
- (Hrsg.): Aḥmad Ibn-Furṭū: A Sudanic Chronicle. The Borno Expeditions of Idris Alauma (1564–1576). Steiner, Stuttgart 1987, ISBN 3-515-04926-6.
- "Das hebräische Erbe der Yoruba", in: Zeitschrift der Deutschen Morgenländischen Gesellschaft. Teil 1: "Ursprungssagen, Schöpfungsmythen und Festrituale", Band 147, Nr. 1, 1997, S. 77–136 (uni-halle.de); Teil 2: "Israelitische Geschichte und kanaanäischer Kult", Band 149, Nr. 1, 1999, S. 79–144 (uni-halle.de).
- Ancient Kingdoms of West Africa. Africa-Centred and Canaanite-Israelite Perspectives, Röll, Dettelbach 2004, ISBN 3-89754-115-7.
- The Founding of Kanem by Assyrian Refugees ca. 600 BCE: Documentary, Linguistic, and Archaeological Evidence, Boston 2011
- “Origin of the Yoruba and ‘The Lost Tribes of Israel`”, Anthropos 2011, 579–595. (Lost Tribes)
- “Sao Traditions of Makari South of Lake Chad: Transcontinental projections of Assyro-Babylonian History”, Anthropos 2021, 111–136.